# Hoplocorypha foliata
Hoplocorypha foliata es una especie de mantis de la familia Thespidae.

## Distribución geográfica
Se encuentra en Tanzania.